# آنا هاسلام
كانت آنا ماريا هاسلام (اسمها قبل الزواج فيشر؛1829-1922) منادية بحق المرأة بالتصويت وشخصية رائدة في الحركة النسوية في القرن التاسع عشر وفي أوائل القرن العشرين في أيرلندا.

## حياتها المبكرة والعائلة
ولدت آنا ماريا فيشر في يوغال، مقاطعة كورك، أيرلندا في عام 1829. كنت الطفلة 16 من أصل 17 طفلًا للوالدين جين وابراهام فيشر. كانت العائلة عضوًا في جمعية الأصدقاء الدينية. امتلكت العائلة شركة في يوغال واشتهرت بأعمالها الخيرية، خصوصًا خلال المجاعة الكبرى.
ساعدت آنا في أعمال المطبخ وشاركت في إنشاء أعمال حرفية للفتيات المحليات في حياكة الدانتيل والخياطة والنسج. تربت منذ صغرها على الإيمان بالمساواة بين الرجل والمرأة وأيضًا دعم الحملة ضد العبودية والوسطية وحب السلام. التحقت بمدارس جمعية الأصدقاء الدينية الداخلية، ومدرسة نيوتاون في مقاطعة وترفورد ومدرسة كاسل جايت في يورك. بعدها أصبحت مساعدة في التدريس في مدرسة أكورث، يوركشاير. التقت بتوماس هاسلام الذي كان يدرس هناك وكان من ماونتميليك، مقاطعة لاويس.

## آنا وتوماس هاسلام
تزوج كل من آنا وتوماس هاسلام في 20 آذار/مارس 1854 في مكتب تسجيل الزواج في جمعية الأصدقاء الدينية. كان زواجهما في الأساس عفيفًا بناء على عدم رغبتهما في إنجاب أطفال. في كتابات لاحقة، جادل توماس لتأييد العفة للرجال. تشارك كل من آنا وتوماس هاسلام في الإيمان بالمساواة بين الرجل والمرأة لذا كان داعمًا لحملاتها. ولد توماس جوزيف هاسلام في عام 1825 لعائلة عضوة في جمعية الأصدقاء الدينية. كان توماس مفكرًا نسويًا وفي عام 1868 كتب العديد من المواضيع المتعلقة بحقوق المرأة وقضايا مثل الدعارة وتحديد النسل وحق المرأة في الانتخاب.
طُرد كل من آنا وتوماس من جمعية الأصدقاء وذلك بسبب اهتماماتهما في الإصلاح الاجتماعي ولكنهما بقيا محافظين على روابطهما مع المجتمع. قيل إن طرد توماس كان لتبنّيه أفكارًا متعارضة مع تعاليم جمعية الأصدقاء الدينية. في عام 1868، نشر توماس كتيبًا بعنوان «مشكلة الزواج»، أثار فيه فكرة الحد من عدد أفراد الأسرة ودعمها وأوجز عددًا من وسائل منع الحمل بما في ذلك الفترة الآمنة.
توفي توماس هاسلام في 30 كانون الثاني/يناير 1917، وكان يبلغ 92 عامًا. دُفن آنا وتوماس معًا في مقبرة جمعية الأصدقاء الدينية في تيمبل هيل في دبلن.

## النسوية
تُعرف آنا هاسلام اليوم لمساهمتها في مجال حق تصويت النساء. كانت إحدى الرائدات والناشطات في كل حملة نسوية في أيرلندا في القرن التاسع عشر وقد ناضلت لحق تصويت النساء منذ عام 1866. كان توماس وآنا هاسلام من المؤسسين الأوائل لجمعية المطالبة بحق تصويت المرأة في دبلن في عام 1876. مثل تأسيسهم لهذه الجمعية بداية حملة لا مثيل لها للمطالبة بحق النساء بالتصويت. أكملت هاسلام مع كتابات زوجها الحملة وفي عام 1896 فازت النساء بحق انتخاب القائمين على قانون الفقراء وأعضاء الهيئات الرسمية التي أدارت قانون الفقراء.
جمعت نشاطات حقوق المرأة في أيرلندا علاقة وثيقة مع نظيراتهم الإنجليزيات، لاسيما وأنهن تعرضن لنفس التمييز الجنسي في التعليم والتوظيف والحرية الجنسية والمشاركة السياسية. نظمت جمعية المطالبة بحق تصويت المرأة عملية تقديم مقترح قانون يزيل استثناء الأهلية بالجنس أو الزواج من أجل التصويت أو الخدمة كأحد القائمين على قانون الفقراء. صدر القانون في عام 1896، وسارعت الجمعية للنشر في الصحف وأصدرت منشورات توضح عملية التسجيل بهدف التصويت وكيفية الترشح للانتخابات، بالإضافة إلى تشجيع النساء المؤهلات لترشيح أنفسهن.
بحلول العام 1900، كان هناك نحو 100 امرأة قائمة على قانون الفقراء. قادت هاسلام حملة لتشجيع النساء المؤهلات على الترشح للانتخابات في عام 1898. حازت النساء على حق التصويت في انتخابات الحكومة المحلية وحق الترشح للانتخابات كمستشارات لمناطق الريف والمناطق الحضرية. في عام 1913، تنحت من منصب أمينة سر الجمعية ليتم انتخابها كرئيسة لها مدى الحياة.

## الإنجازات
تمحورت إحدى أطول حملاتها حول إلغاء قوانين الأمراض المعدية لعام 1864. حيث سمح القانون آنذاك بتنظيم الدولة لمهنة الدعارة في المناطق التي يتمركز فيها الجيش. كما سمح القانون بالاحتجاز الإلزامي للنساء لمدة قد تصل إلى 3 أشهر، وفيما بعد تم تمديد هذه المدة إلى سنة واحدة. أجبرت النساء الحاملات للأمراض المعدية على العلاج الطبي. كان الهدف من هذا القانون هو الحد من انتشار الأمراض المنقولة جنسيًا بين أفراد الجيش. عارضت هاسلام هذا القانون لأنها شعرت بأنه يشرعن مهنة الدعارة ويعامل النساء كسلع جنسية ويقلل من شأن الحياة الأسرية. أُلغي القانون هذا أخيرًا بعد 18 عامًا من الحملات الانتخابية.
انخرطت هاسلام بعريضة عام 1866 وجمعت نحو 1,499 توقيعًا لتمديد حق التصويت للنساء كما الرجال. في عام 1867، تم تمديد حق الرجال بالتصويت، لكن لم يتم تمديد حق النساء بالانتخاب حتى عام 1911 حيث حققت النساء انتصارًا عظيمًا في ضمان حقها للترشح كمستشارة محلية.
في عام 1918، ذهبت هاسلام، التي بلغت التسعين من العمر، إلى أماكن التصويت وهي محاطة بالأعلام ومكللة بالورد مع عصبة نساء اتحدن على شرفها للاحتفاء بفوزهن بحق التصويت. تجلى في هذا الاجتماع وحدة النساء من كل الطوائف السياسية للاحتفاء والاعتراف بفضل هاسلام في معركة النضال لنيل حق التصويت. في عام 1922، وهو نفس العام الذي توفيت فيه، مددت دولة أيرلندا الحرة حق التصويت لجميع النساء والرجال الذي تجاوزوا 21 عامًا.

## تكريمها بعد وفاتها
شيد مقعد لذكرى توماس وآنا هاسلام في عام 1923 في سانت ستيفن غرين في دبلن وكتب عليه: «شيد هذا المقعد تكريمًا واعترافًا بسنين الكفاح المكرسة للدفاع عن حق المرأة». في عام 2018، نُقش اسمها وصورتها (مع 58 امرأة أيدن حق تصويت المرأة) على قاعدة تمثال ميليسنت فوسيت الموجود في ساحة البرلمان في لندن.